# Na (kana)
な în hiragana sau ナ în katakana, (romanizat ca na) este un kana în limba japoneză care reprezintă o moră. Caracterul hiragana este scris cu patru linii, iar caracterul katakana cu două linii. Kana な și ナ reprezintă sunetul pronunție în japoneză [na].
Originea caracterelor な și ナ este caracterul kanji 奈.

## Forme
| Formă                                   | Rōmaji | Hiragana  | Katakana  |
| --------------------------------------- | ------ | --------- | --------- |
| Fără semne diacritice: n- (な行 na-gyō) | Na     | な        | ナ        |
| Fără semne diacritice: n- (な行 na-gyō) | Naa Nā | なあ なー | ナア ナー |

## Ordinea corectă de scriere
|                                      |
| Ordinea corectă de scriere pentru な |

|                                      |
| Ordinea corectă de scriere pentru ナ |

## Alte metode de scriere
- Braille:

| ・－ －－ |

- Codul Morse: ・－・